# 哈薩克區
哈薩克區是阿塞拜疆的一個區，位於該國西北部，西為亞美尼亞（該區有三塊外飛地上埃斯基帕拉、巴庫達利和索富卢在納戈爾諾-卡拉巴赫戰爭後被亞美尼亞佔領），北鄰格魯吉亞。面積約698平方公里，人口84,569人。首府哈薩克。
1930年建區。1939年阿克斯塔法區被析出。

## 飞地
- 上埃斯基帕拉
- 巴庫達利
- 索富卢